# Who Is Gary Burton?
| Recensione | Giudizio |
| ---------- | -------- |
| AllMusic   |          |

Who Is Gary Burton? è il secondo album discografico solistico del vibrafonista jazz statunitense Gary Burton, pubblicato dalla casa discografica RCA Victor Records nell'aprile 1963.

## Tracce

### LP
Lato A
1. Storm – 4:13 (Chris Swansen) – Registrato il 14 settembre 1962
2. I've Just Seen Her (from the Broadway prod. "All American") – 4:14 (Charles Strouse, Lee Adams) – Registrato il 15 settembre 1962
3. Fly Time Fly (Sigh) – 4:26 (Michael Gibbs) – Registrato il 15 settembre 1962
4. Conception – 3:59 (George Shearing) – Registrato il 15 settembre 1962

Lato B
1. Get Away Blues – 5:42 (Chris Swansen) – Registrato il 15 settembre 1962
2. My Funny Valentine – 5:23 (Lorenz Hart, Richard Rodgers) – Registrato il 15 settembre 1962
3. One Note – 4:50 (Jaki Byard) – Registrato il 14 settembre 1962[4]

## Musicisti
Storm / One Note
- Gary Burton - vibrafono
- Clark Terry - tromba
- Phil Woods - sassofono alto
- Tommy Flanagan - pianoforte
- John Neves - contrabbasso
- Joe Morello - batteria

I've Just Seen Her / Fly Time Fly (Sigh) / Conception / Get Away Blues / My Funny Valentine
- Gary Burton - vibrafono
- Clark Terry - tromba
- Phil Woods - sassofono alto
- Tommy Flanagan - pianoforte
- Bob Brookmeyer - trombone a pistoni
- John Neves - contrabbasso
- Chris Swansen - batteria[4]

Note aggiuntive
- Marty Gold - produttore
- Registrazioni effettuate al RCA Victor's Studio A di New York City, New York (Stati Uniti)
- Ray Hall - ingegnere delle registrazioni
- Robert M. Jones - foto copertina album originale[5]